# Alois Fišera
Div. gen. Alois Fišera (31. července 1897 Nová Skřeněř – 21. března 1981 Lysá nad Labem) byl československý legionář, důstojník a příslušník zahraničního odboje z období druhé světové války.

## Život

### Před první světovou válkou
Alois Fišera se narodil 31. července 1897 v Nové Skřeněři na novobydžovsku v rodině Josefa Fišery a Františky rozené Kožíškové. Mezi lety 1908 a 1915 studoval na reálném gymnáziu v Novém Bydžově. Měsíc po maturitě byl odveden do c. a k. armády, do které nastoupil v říjnu 1915.

### První světová válka
Základní výcvik prodělal Alois Fišera v Liberci a v lednu 1916 byl odvelen na ruskou frontu. Dne 16. června 1916 na Haliči sám přešel na ruskou stranu. Již 30. téhož měsíce byl zařazen do srbské dobrovolnické divize a odeslán na frontu do Dobrudže. V září 1916 zde byl v bojích těžce raněn a do ledna 1917 se léčil. Následně byl zařazen do ruského záložního pluku, odkud byl v dubnu 1917 na vlastní žádost přeložen k Československým legiím. Prošel výcvikem u Bobrujsku a jako velitel čety se zúčastnil bitvy u Zborova. Na přelomu léta a podzimu 1917 absolvoval brigádní důstojnickou školu, zúčastnil se bitvy u Bachmače a další střetů během sibiřské anabáze. V červnu 1918 byl u Lipjagu raněn. Dosáhl hodnosti kapitána.

### Mezi světovými válkami
Do Československa se Alois Fišera vrátil v červenci 1920 a pokračoval v armádní službě v Hradci Králové. V roce 1922 byl převelen do Ružomberku. Průběžně si zvyšoval kvalifikaci. V roce 1928 se přesunul do Prahy z důvodu nastoupení studia na Vysoké škole válečné, od roku 1931 pak sloužil v Bratislavě. Mezi lety 1933 a 1936 působil na Vysoké škole válečné jako profesor taktiky pěchoty, od roku 1936 pak jako profesor taktiky služeb. Mezi zářím 1936 a červnem 1937 byl přidělen ke štábu velitelství II. sboru v Hradci Králové, poté se opět vrátil na Vysokou školu válečnou. Od dubna 1937 byl k dispozici ministerstvu zahraničních věcí jako člen mezinárodní kontrolní komise pro Španělsko. Po mnichovských událostech byl v závěru roku 1938 přidělen k československo-maďarské delimitační komisi. V první čtvrtině roku 1939 působil ve funkci zatímního náčelníka štábu 12. pěší divize na Podkarpatské Rusi, v březnu 1939 se zapojil do organizace obrany území proti Maďarům. Po návratu do Prahy 23. března 1939 byl pověřen organizací evakuace vojáků i civilistů z Podkarpatské Rusi. Dosáhl hodnosti podplukovníka.

### Druhá světová válka
Právě svěřená funkce při organizaci evakuace osob z Podkarpatské Rusi umožnila Aloisi Fišerovi legální opuštění Protektorátu Čechy a Morava. V květnu 1939 odjel do Rumunska, odkud zamířil do Krakova, kde začal působit na předsunuté agenturní ústředně československé zpravodajské služby. Mj. zodpovídal za výslechy osob hlásících se do československé armády v zahraničí. Ještě před kapitulací Polska se v září 1939 přesunul přes Rumunsko, Jugoslávii a Řecko do Francie a následně do Velké Británie, kde od listopadu 1939 organizoval nábory do zahraničního vojska. V lednu 1940 se vrátil zpět do Francie a po jejím napadení Německem se jako náčelník štábu 1. československé divize zúčastnil obranných bojů. Po pádu Francie se v červenci 1940 opět přesunul do Velké Británie, kde působil u Vojenské kanceláře prezidenta republiky. Mezi lednem a červencem 1941 vyučoval na polské válečné škole v Londýně, poté do června 1942 sloužil u Ministerstva národní obrany tamtéž, do března 1943 byl opět pedagogem polské válečné školy již ale ve skotském Peebles, do jara 1945 pak vojenským atašé u spojeneckých vlád. V březnu 1945 se přesunul na osvobozené československé území, mezi dubnem a květnem byl ustanoven velitelem 3. vojenské oblasti Brno. Dosáhl hodnosti plukovníka.

### Po druhé světové válce
Po ukončení druhé světové války působil zpočátku Alois Fišer jako velitel divize v Mladé Boleslavi. V říjnu 1945 dosáhl generálské hodnosti. Mezi lety 1946 a 1947 studoval na Vyšší vojenské akademii v Moskvě, po návratu byl ustanoven zástupcem velitele Vysoké školy válečné v Praze, v dubnu 1948 pak jejím velitelem. V říjnu 1949 musel z Alois Fišer z politických důvodů opustit armádu, byl degradován z dosažené hodnosti divizního generála a nuceně vystěhován z Prahy. Žil v Lysé nad Labem, kde 21. března 1981 také zemřel. Rehabilitován byl až po roce 1989.

## Vyznamenání
- Československý válečný kříž 1914–1918
- Řád sokola
- Československá revoluční medaile
- Československá medaile Vítězství
- Československý válečný kříž 1939
- Československá medaile Za chrabrost před nepřítelem
- Československá medaile za zásluhy I. stupně
- Pamětní medaile československé armády v zahraničí
- Hvězda 1939–1945
- Britská medaile Za obranu
- Řád rumunské hvězdy
- Řád znovuzrozeného Polska